# Pont de la Riera
El Pont de la Riera és una obra de Sant Pere de Torelló (Osona) protegida com a Bé Cultural d'Interès Local.

## Descripció
Pont d'un sol arc, molt airós, tot de pedra. La barana està un xic malmesa i té esquena d'ase. Passa per sobre del riu Ges, afluent per l'esquerra del Ter.

## Història
El Pont de la Riera situat un xic més amunt de Sant Pere de Torelló. Comunica la població amb el mas Riera i altres d'aquell veral. És un dels ponts més bonics per la seva estructura i situació en el paisatge.